# Ecliptopera fulvotincta
Ecliptopera fulvotincta là một loài bướm đêm trong họ Geometridae.